# Elena Hrenova
Elena Hrenova (în rusă Елена Хренова; n. 14 ianuarie 1950, Kamîșlov⁠(d), RSFS Rusă, URSS – d. 22 noiembrie 2020, Chișinău, Republica Moldova) a fost o politiciană din Republica Moldova, care din 2014 până în 2019 a ocupat funcția de deputat în Parlamentul Republicii Moldova în fracțiunea Partidului Socialiștilor din Republica Moldova (PSRM). A făcut parte din Comisia parlamentară pentru protecție socială, sănătate și familie. Anterior, între 2011 și 2015, ea a fost consilier în Consiliul municipal Chișinău.
La alegerile parlamentare din noiembrie 2014 din Republica Moldova a candidat la funcția de deputat de pe poziția a 20-a în lista PSRM, obținând mandatul de deputat în Parlamentul Republicii Moldova de legislatura a XX-a.
Până la 29 noiembrie 2012, ea a fost membră a Partidului Comuniștilor din Republica Moldova, atunci când a părăsit comuniștii și a aderat la fracțiunea Partidului Socialiștilor din Republica Moldova în consiliul municipal. Și-a depus mandatul de consilier în ianuarie 2015, în legătură cu incompatibilitatea funcțiilor.
Elena Hrenova a fost și organizator și președintele al asociației obștești „Echitate”. Hrenova nu cunoștea limba română (în opinia ei, limba moldovenească) și vorbea doar limba rusa în parlament.
Pe 22 noiembrie 2020, Elena Hrenova a decedat din cauza infecției cu COVID-19.